# Lista över fornlämningar i Ljungby kommun (Torpa)
Lista över fornlämningar i Ljungby kommun (Torpa) är en förteckning av ett urval av de fornlämningar som finns i Torpa i Ljungby kommun.
| Namn                    | Lämningstyp  | Tillkomsttid | Historisk indelning | Plats | Läge                 | ID-nr          | Bild                                 |
| ----------------------- | ------------ | ------------ | ------------------- | ----- | -------------------- | -------------- | ------------------------------------ |
| Torpa 10:1              | Röse         |              | Torpa, Småland      |       | 56.684547, 13.627406 | 10076000100001 | Ladda upp en bild av detta fornminne |
| Sunnerborg (Torpa 13:1) | Borg         |              | Torpa, Småland      |       | 56.692280, 13.610465 | 10076000130001 | Ladda upp en bild av detta fornminne |
| Torpa 15:1              | Röse         |              | Torpa, Småland      |       | 56.696046, 13.616865 | 10076000150001 | Ladda upp en bild av detta fornminne |
| Torpa 16:1              | Stensättning |              | Torpa, Småland      |       | 56.696070, 13.615117 | 10076000160001 | Ladda upp en bild av detta fornminne |
| Torpa 25:1              | Gravfält     |              | Torpa, Småland      |       | 56.700103, 13.598615 | 10076000250001 | Ladda upp en bild av detta fornminne |
| Torpa 28:1              | Röse         |              | Torpa, Småland      |       | 56.685829, 13.594576 | 10076000280001 | Ladda upp en bild av detta fornminne |
| Torpa 32:1              | Röse         |              | Torpa, Småland      |       | 56.714370, 13.596983 | 10076000320001 | Ladda upp en bild av detta fornminne |
| Torpa 33:1              | Hög          |              | Torpa, Småland      |       | 56.714437, 13.596203 | 10076000330001 | Ladda upp en bild av detta fornminne |
| Torpa 61:1              | Hög          |              | Torpa, Småland      |       | 56.718639, 13.597595 | 10076000610001 | Ladda upp en bild av detta fornminne |
| Torpa 64:1              | Stensättning |              | Torpa, Småland      |       | 56.728026, 13.635923 | 10076000640001 | Ladda upp en bild av detta fornminne |
| Torpa 65:1              | Stensättning |              | Torpa, Småland      |       | 56.727317, 13.631093 | 10076000650001 | Ladda upp en bild av detta fornminne |
| Torpa 74:1              | Röse         |              | Torpa, Småland      |       | 56.740797, 13.576522 | 10076000740001 | Ladda upp en bild av detta fornminne |